# 拉巴斯 (印第安納州)
拉巴斯（英語：La Paz）是一個位於美國印地安納州馬歇爾縣的城鎮。

## 人口
根據2010年美國人口普查的數據，拉巴斯的面積為1.00平方千米，當中陸地面積為1.00平方千米，而水域面積為0.00平方千米。當地共有人口561人，而人口密度為每平方千米555.63人。